# Куйваярви (озеро, Медвежьегорский район)
Куйваярви — озеро на территории Паданского сельского поселения Медвежьегорского района Республики Карелии.

## Общие сведения
Площадь озера — 1,4 км². Располагается на высоте 127,2 метров над уровнем моря.
Форма озера лопастная, продолговатая: вытянуто с северо-запада на юго-восток. Берега каменисто-песчаные, местами заболоченные.
Из юго-восточной оконечности озера вытекает безымянный ручей. Протекая через Тухкозеро, он впадает в Сяргозеро, которое протокой соединяется с Сонозером. Через последнее озеро протекает река Волома, впадающая в Сегозеро.
К югу от озера расположен посёлок Шалговаара, через него проходит дорога местного значения 86К-165 («Чёбино — Паданы — Шалговаара — Маслозеро»).
Код объекта в государственном водном реестре — 02020001111102000007772.
Одним из первых жителей одноимённой деревни на берегу озера был сбежавший со службы солдат, который, избегая преследования, поселился за государственной границей.

## Панорама

Панорама